# 卡爾·菲利普·瓦薩

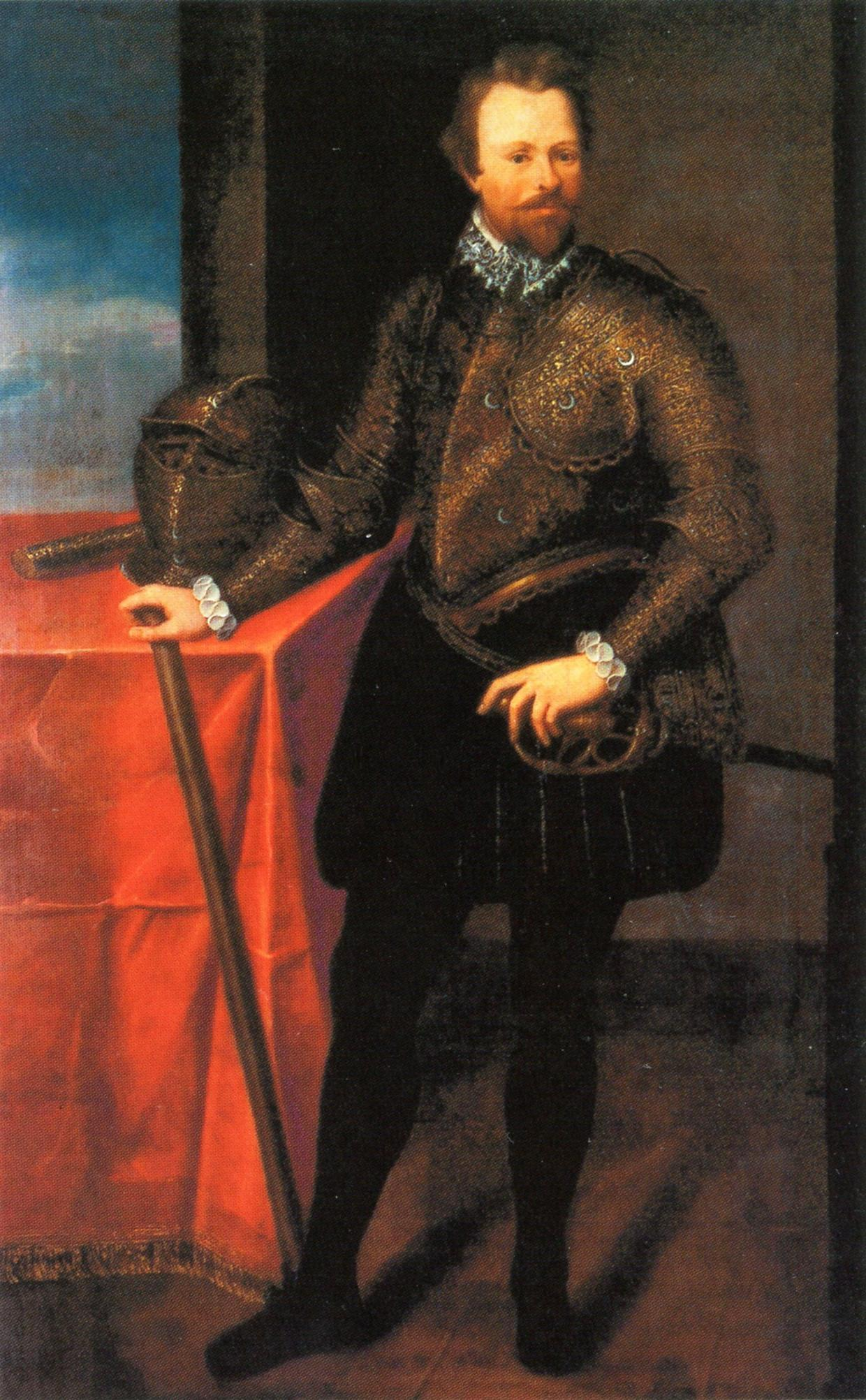
卡爾·菲利普·瓦薩

卡爾·菲利普·瓦薩（Karl Filip，1601年4月22日—1622年1月25日）是瑞典國王卡爾九世與第二任妻子什勒斯維希-霍爾斯坦-戈托普的克莉絲汀的兒子，古斯塔夫二世·阿道夫的弟弟，被封為南曼蘭公爵（Hertig av Södermanland）。波蘭-瑞典戰爭期間卡爾·菲利普參與了納爾瓦圍城戰（1622年），但因病去世。